# Gertrudis de Sajonia
Gertrudis de Sajonia (c.1030 - 4 de agosto de 1113), también conocida como Gertrudis Billung, fue por matrimonio, condesa consorte de Holanda y condesa consorte de Flandes. Ejerció como regente de Holanda durante la minoría de edad de su hijo.

## Biografía

### Condesa de Holanda
Gertrudis era hija del duque Bernardo II de Sajonia y de Eilika de Schweinfurt. Se casó con el conde Florencio de Holanda (c.1017 - 28 de junio de 1061) hacia 1050, y después de su muerte, su hijo Teodorico V se convirtió en conde de Holanda.
Dado que todavía era joven, se convirtió en regente. El obispo de Utrecht, Guillermo I, aprovechó esta circunstancia para ocupar las tierras que revindicaba en Holanda. Las pretensiones de Guillermo fueron confirmadas por dos diplomas del emperador Enrique IV, fechados en Kaiserswerth el 30 de abril y el 2 de mayo de 1064. Teodorico solo conservó las tierras al oeste del río Vlie y alrededor de la desembocadura del Rin.
Gertrudis y su hijo se refugiaron en las islas de Frisia (Zelanda), dejando que el obispo Guillermo ocupara el territorio disputado.

### Condesa de Flandes
Gertrudis se casó en 1063 con Roberto el Frisón, segundo hijo de Balduino V, conde de Flandes.
Balduino V cedió a su hijo Roberto las cinco islas de Zelanda al oeste del Escalda, quien tomó el nombre de gobernador de Holanda y tutor del joven Teodorico, defendiendo con tanta eficacia los derechos de su hijastro, que el obispo Guillermo hubo de desistir durante un tiempo de sus pretensiones y en 1064 decidió peregrinar a Tierra Santa.
Teodorico recibió en herencia el Flandes imperial. Flandes dependía entonces del reino de Francia, pero poseía algunos feudos en el Sacro Imperio Romano Germánico. Balduino sacó provecho temporalmente de ello para controlar el litoral hasta el norte de Holanda.
Roberto ostentaba el poder sobre toda Frisia bien por su propio derecho o por el de su hijastro Teodorico.

### Descendencia
Gertrudis tuvo un total de siete hijos con Florencio I:
1. Albert (d.1051), un canon en Lieja.
2. Teodorico V (c. 1052, Vlaardingen - 17 de junio de 1091).
3. Pedro (b. 1053 c.), Un canon en Lieja.
4. Berta (c.1055-1094, Montreuil-sur-Mer), que se casó con Felipe I de Francia en 1072.
5. Florencio (d. 1055), un canon en Lieja.
6. Matilde (d. 1057).
7. Adela (d. 1061), quien se casó con el conde Balduino I de Guines.

De su segundo matrimonio con Roberto tuvo cinco hijos:
1. Roberto II de Flandes, casado con Clemencia de Borgoña.
2. Adela de Flandes (d. 1115), que primero contrajo matrimonio con el rey Canuto IV de Dinamarca, con quien tuvo a Carlos el Bueno, más tarde conde de Flandes, y posteriormente con Roger Borsa, duque de Apulia.
3. Gertrudis de Flandes, casada con Enrique III, conde de Lovaina, con quien tuvo 4 hijos, y luego con el duque Teodorico II de Lorena, de cuyo matrimonio nació Teodorico de Alsacia, llamado Teobaldo III de Alsacia y más tarde conde de Flandes de 1128 a 1168.
4. Felipe de Loo, cuyo hijo ilegítimo Guillermo de Ypres era también un reclamante, en la provincia de Flandes.
5. Ogiva, abadesa de Messines.